# アレハンドロ・ガルシア・カトゥーラ

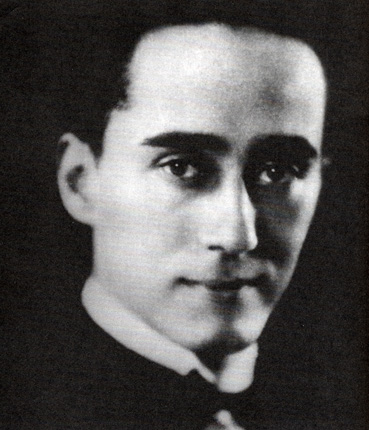
アレハンドロ・ガルシア・カトゥーラ

アレハンドロ・ガルシア・カトゥーラ（Alejandro García Caturla、1906年3月7日 - 1940年11月12日）は、キューバの作曲家。

## 生涯
レメディオス出身。1922年、16歳でオーケストラの第2ヴァイオリン奏者となった。また幼い頃より作曲を始め、さらに法律も学んだ。
1928年、パリに留学し、ナディア・ブーランジェに学んだ。帰国後は弁護士となった。弁護士業のかたわら、カリビアン・コンサート協会を設立し、指揮者として活動した。
34歳の時、刑を宣告されたバクチ打ちによって殺害された。

## 作品・作風
作品には「3つのキューバ舞曲」、「キューバ序曲」、映画『失われた都市』の中で使用された「田園的子守歌」などがある。
アフリカ系キューバ人のリズムに魅了され、作品の中に影響が色濃く見られる。

## 文献
- Charles W. White: Alejandro García Caturla. A Cuban Composer in the Twentieth Century. Scarecrow Press, Lanham MD 2002, ISBN 0-8108-4381-1.
- Silke Meier: "Manita en el Suelo. Von Alejandro García Caturla und Alejo Carpentier." Perspektiven der Opernforschung Band 15, Peter Lang Internationaler Verlag der Wissenschaften, Frankfurt am Main 2008, ISBN 978-3-631-56633-6.